# Saint-Loup-de-Naud
Saint-Loup-de-Naud – miejscowość i gmina we Francji, w regionie Île-de-France, w departamencie Sekwana i Marna.
Według danych na rok 1990 gminę zamieszkiwało 806 osób, a gęstość zaludnienia wynosiła 74 osób/km² (wśród 1287 gmin regionu Île-de-France Saint-Loup-de-Naud plasuje się na 679. miejscu pod względem liczby ludności, natomiast pod względem powierzchni na miejscu 333.).